# Moțăței
Moțăței – wieś w Rumunii, w okręgu Dolj, w gminie Moțăței. W 2011 roku liczyła 5403 mieszkańców.